# Manejo de material
El manejo o movimiento de material (Figura 1) es un sistema o combinación de métodos, instalaciones, mano de obra y equipamiento para transporte, embalaje y almacenaje para corresponder a objetivos específicos (Kulwiec, 1985, p. 4).

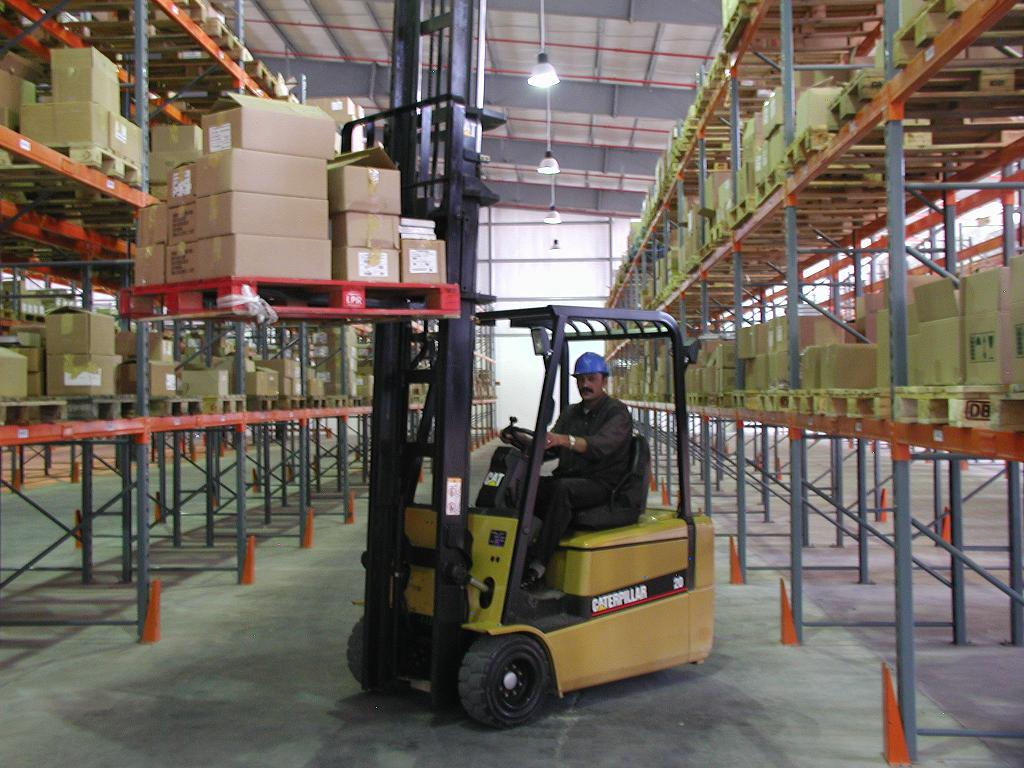
Figura 1 - Manejo de material.

El manejo de material no se limita solo al movimiento, si no al embalaje, manipulación, transporte, ubicación y almacenaje teniendo en cuenta el tiempo y el espacio disponibles. Se debe poseer de un buen apoyo logístico y conocer todos los instrumentos y maquinarias precisas para el desempeño de estas funciones. Otros aspectos a tener en cuenta son el balance económico, la entrega de componentes y productos en el tiempo correcto y lugar estimado para tener unos costes aceptables y que la empresa pueda obtener beneficios.
Además de todo lo expuesto hay un aspecto muy importante como es la seguridad en el manejo de material tanto por maquinarias como por el manejo humano. Se deben conocer muy bien los peligros a los que se está expuesto a la hora de trabajar y saber actuar ante ellos. La manera mejor y más fácil es la prevención de riesgos laborales. Hay que prevenirlos antes de que sucedan. Esto es muy importante en la salud del trabajador y hace mejor capacitada a la empresa en todos los aspectos.

## Principios de manejo de material
El Material Handling Institute definió 10 principios de manejo de material. Los 10 principios son fundamentales para el proyecto, concepción, análisis y operación de sistemas de manejo de material (The ten, [2010]).
Vigilar la observación y aplicación de las disposiciones relativas contenidas en el artículo 123 y demás de la Constitución Federal, en la Ley Federal del Trabajo y en sus reglamentos.
Coordinar la formulación y promulgación de los contratos de la ley de trabajo.
Promover el incremento de la productividad del trabajo.
Promover el desarrollo de la capacitación y el adiestramiento en y para el trabajo, así como realizar investigaciones, prestar servicios de asesoría e impartir cursos de capacitación que para incrementar la productividad en el trabajo requieran los sectores productivos del país, en coordinación con la Secretaría de Educación Pública.
Establecer y dirigir el servicio nacional de empleo y vigilar su funcionamiento.
Coordinar la integración y establecimiento de las Juntas Federales de Conciliación, de la Junta Federal de Conciliación y Arbitraje y de las comisiones que se formen para regular las relaciones obrero-patronales que sean de jurisdicción federal, así como vigilar su funcionamiento.
Llevar el registro de las asociaciones obreras, patronales y profesionales de jurisdicción federal que se ajusten a las leyes.
Dirigir y coordinar la Procuraduría Federal de la Defensa del Trabajo.
Establecer la política y coordinar los servicios de seguridad social de la administración pública federal, así como intervenir en los asuntos relacionados con el seguro social en los términos de la ley.
Estudiar y proyectar planes para impulsar la ocupación en el país.
La determinación del tamaño de la unidad de carga, bien como método de contenedorización, es influenciada por diversos factores, como por ejemplo: el material al ser unificado; el número de veces que el material es removido de la unidad de carga para ser procesado; la cantidad de material a manejar; las condiciones ambientales a las que la unidad de carga se encuentra expuesta; la susceptibilidad del material a ser dañado; entre otros factores. Para dimensionar la unidad de carga, es necesario tener en cuenta algunas medidas:
1. Determinar la aplicabilidad del concepto de unidad de carga;
2. Seleccionar el tipo de equipamiento a utilizar para el manejo de la unidad de carga;
3. Identificar el origen más distante de la unidad de carga;
4. Establecer el destino más distante de la unidad de carga;
5. Determinar el tamaño de la unidad de carga;
6. Configurar la composición y estructura de la unidad de carga;
7. Determinar el método de formación de la unidad de carga.

Generalmente, la unidad de carga es formada a través de la sobreposición de los artículos en el palé. Las dimensiones de los artículos influenciará el tipo de equipamiento de almacenaje de la unidad de carga a utilizar. Si la unidad de carga es demasiado pesada, se debe tener en consideración la importancia del peso, en vez del volumen de la unidad de carga.
Las dimensiones de la unidad de carga y los equipamientos utilizados para su manejo, deben ser compatibles con otros equipamientos. Las especificaciones de la unidad de carga pueden ser influenciadas por la instalación de producción o de almacenaje. La anchura de las puertas de entrada y salida, espaciamientos de columna, anchura de los pasillos, el radio de curvatura de los vehículos y la altura de empilamiento de los equipamientos de almacenaje, son algunos de los factores que influencian las dimensiones y estructura de la unidad de carga. Ha habido innumerables casos en los que el equipamiento adquirido no podía ser instalado ni utilizado, debido a sus grandes dimensiones.

## Equipamiento

### Equipamiento y unificador

#### Contenedor
- Palé (Figura 3)
- Plataforma de metal y plataforma de metal con caja
- Caja apilable  Archivado el 10 de marzo de 2016 en Wayback Machine.
- Soporte de pesa
- Tambor / barril

#### Unificador
- Film paletizable
- Paletizadora

### Equipamiento para manejo de materiales

#### Transportador
- Transportador de tobogán
- Transportador de cinta
  - Transportador de cinta plano
  - Transportador telescópico de cinta
  - Transportadora de cinta curva
  - Transportadora de cinta magnética

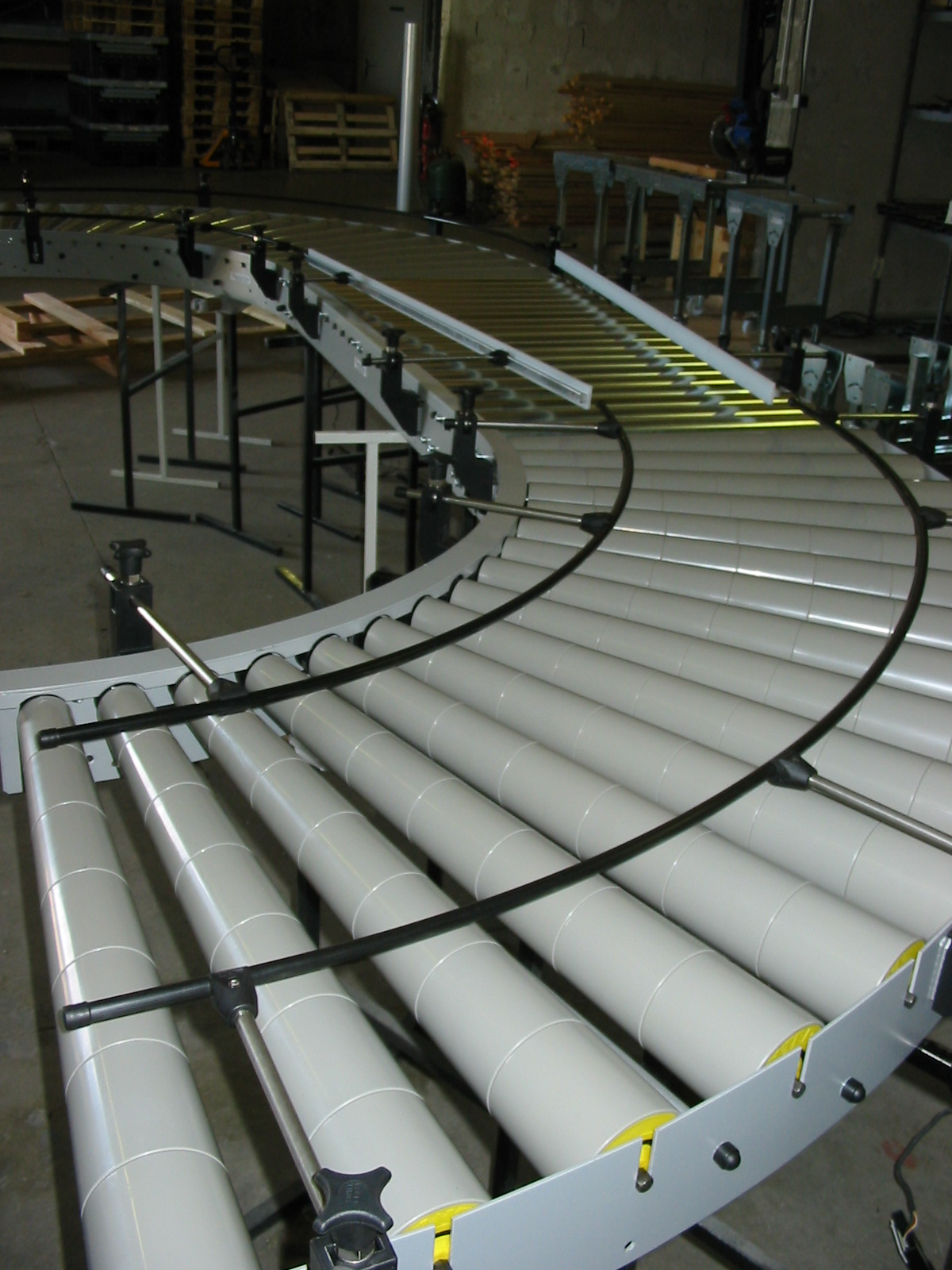
Figura 4 - Transportador de rodillos.

- Transportador de rodillo (Figura 4)
- Transportador de ruedas
- Transportador de listón
- Transportador de cadena
- Transportador de línea de remolque
- Cinta aérea de carro
- Transportador aéreo birrail
- Transportador de carro sobre rail
- Cinta clasificadora
  - Deflector
  - Desviador de empuje
  - Clasificador de rastrillo
  - Clasificador de listón
  - Clasificador de ruedas
  - Clasificador de correa y cadena
  - Clasificador de rodillos
  - Listón movible
  - Clasificador de bandeja movible
  - Clasificador de bandas cruzadas
  - Clasificador bombardero

#### Vehículos industriales
- A pie
  - Carretilla y carro de mano
  - Transpaleta manual (Figura 5) o eléctrica  Figura 5 - Una transpaleta manual.

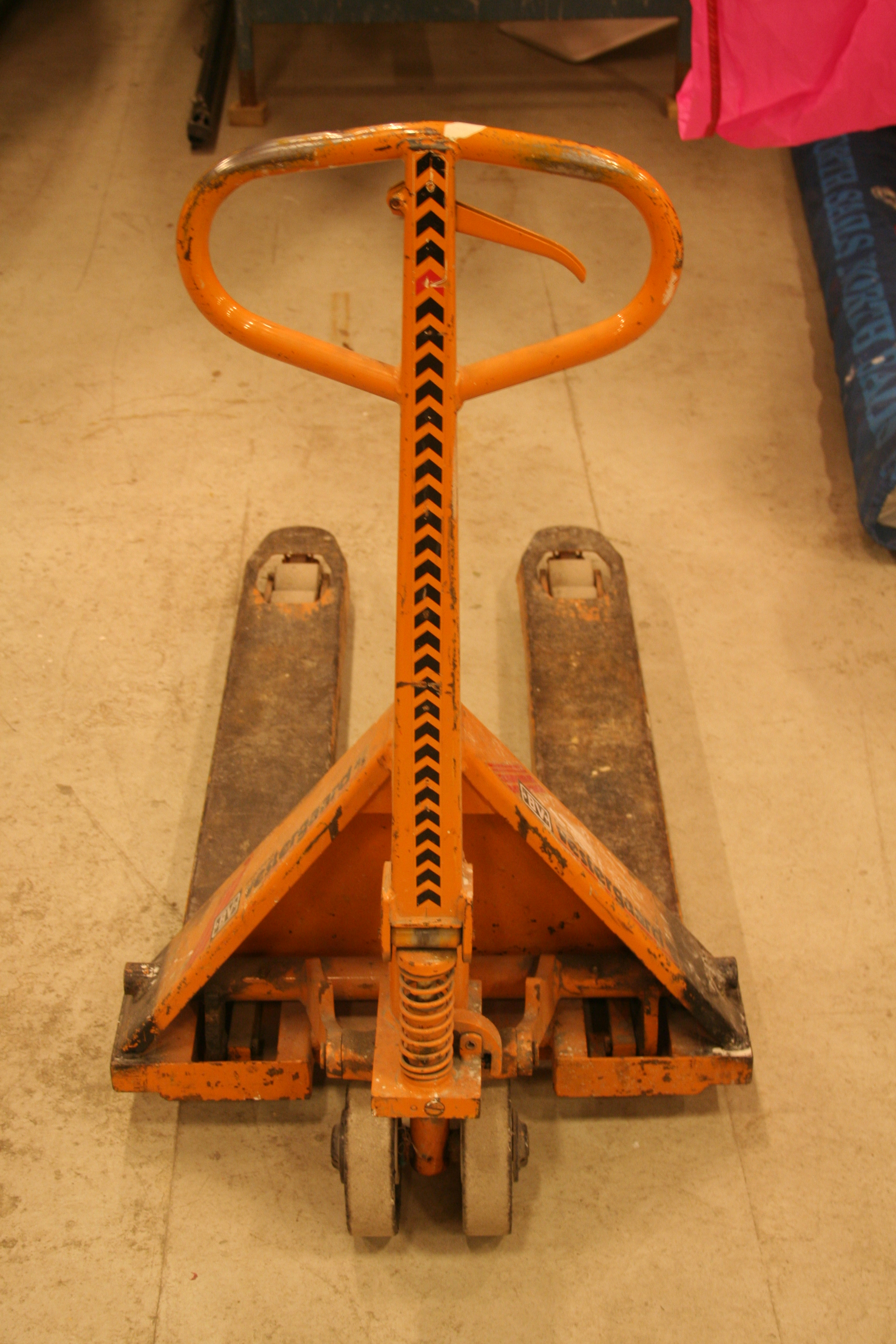
Figura 5 - Una transpaleta manual.

  - Apilador con las piernas a horcajadas o con pantógrafo

- Conductor a bordo
  - Transpaleta
  - Carro de plataforma
  - Tractor con remolque
  - Apilador de contrapeso
  - Apilador de pórtico
  - Grúa de patio

- Automatizado
  - Vehículo guiado automáticamente
    - Cargador de carga unitaria
    - Cargador de pequeñas cargas
    - Vehículo de tracción
    - Vehículo para montaje
    - Vehículo de almacenamiento y recuperación

  - Monorraíl automático electrificado
  - Sistema de transporte y clasificación

#### Monorraíl, cabrestante y grúa

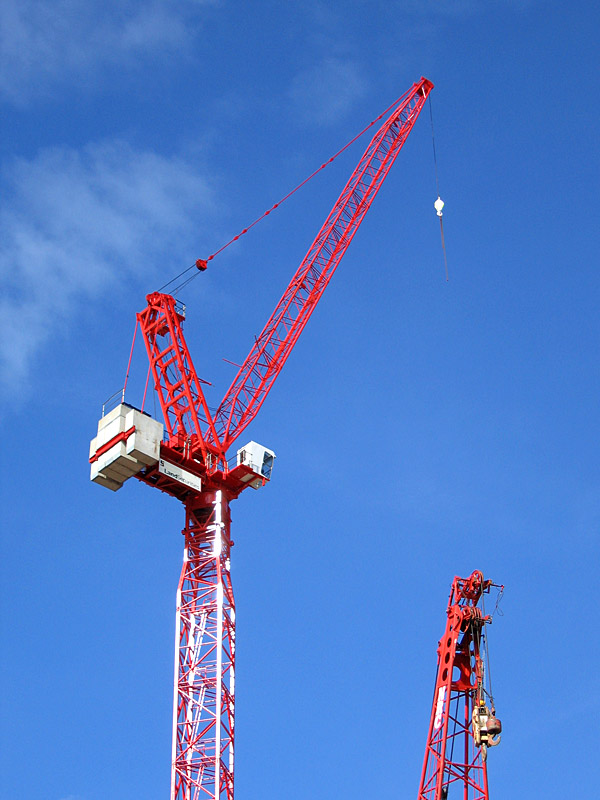
Figura 6 - Grúa torre.

- Monorraíl
- Cabrestante
- Grúa
  - Brazo de grúa
  - Puente grúa
  - Grúa de pórtico
  - Grúa torre (Figura 6)
  - Grúa apiladora

### Equipamiento de almacenaje

#### Almacenaje de unidades de carga

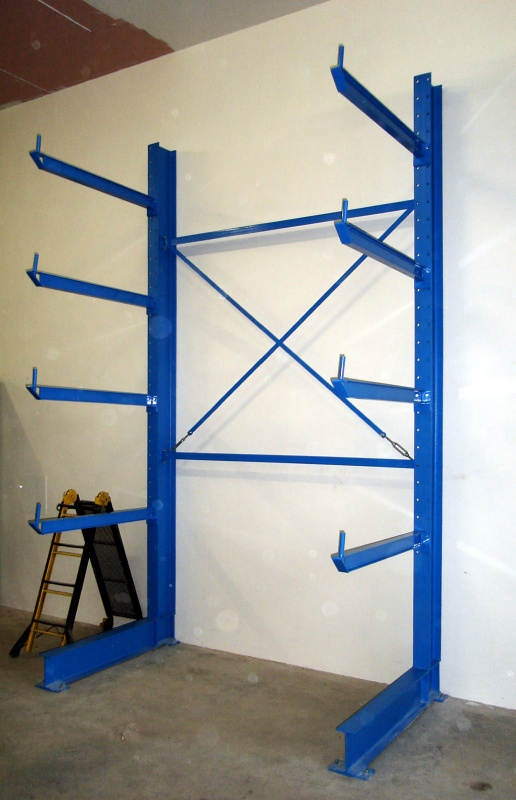
Figura 7 - Estante ménsula.

- Estante para almacenaje de unidades de carga
  - Almacenaje por apilamiento
  - Estructura de almacenamiento de palés
  - Estante selectivo de profundidad simple
  - Estante selectivo de doble profundidad
  - Estante selectivo drive-in
  - Estante selectivo drive-thru
  - Estante selectivo de flujo
  - Estante selectivo push-back
  - Estante móvil
  - Estante ménsula (Figura 7)

- Equipamiento para almacenaje de unidades de carga
  - A pie
    - Transpaleta manual o eléctrica
    - Apilador con las piernas a horcajadas o con pantógrafo

  - Conductor a bordo
    - Pasillos amplios
      - Transpaleta
      - Apilador de contrapeso

    - Pasillos estrechos
      - Apilador con las piernas a horcajadas
      - Apilador con las piernas a horcajadas y pantógrafo
      - Apilador de carga lateral
      - Apilador con torreta
      - Apilador combi

    - Automatizado

#### Equipamiento de almacenaje de pequeñas cargas

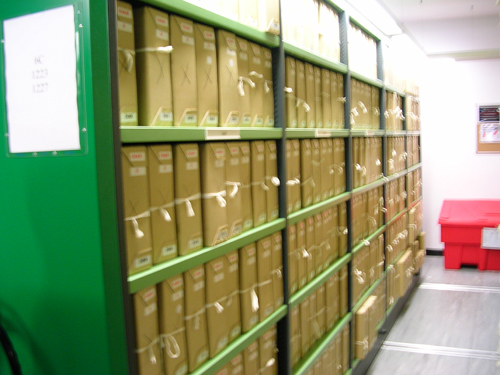
Figura 8 - Estantería para cajas.

- Operador para existencias - Equipamiento de almacenaje
  - Estantería para cajas (Figura 8)
  - Cajones de almacenaje modulares en gabinetes
  - Estante de flujo para cartón
  - Entresuelo
  - Estante móvil
- Operador para existencias - Equipamiento de recogida
  - Carro de recogida
  - Carro de recogida de pedidos
  - Persona a bordo de la máquina automatizada de almacenamiento y recogida
  - Recogida robotizada
- Existencias para operador
  - Carrusel
    - Carrusel horizontal
    - Carrusel vertical
    - Estante de giro independiente

  - Máquina automatizada de almacenamiento y recogida para minicargas
  - Módulo de elevación vertical
  - Distribuidor automático

### Equipamiento de identificación y comunicación automática

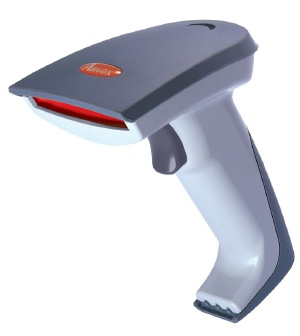
Figura 9 - Lector de código de barras.

- Identificación y reconocimiento automáticos
  - Codificación por barras
    - Código de barras
    - Lector de código de barras (Figura 9)

  - Reconocimiento óptico de caracteres
  - Etiqueta de radiofrecuencia
  - Cinta magnética
  - Visión de máquina
- Comunicación automática sin papel
  - Terminal de datos de radiofrecuencia
  - Auriculares con micrófono
  - Ayudas por luz y ordenador
  - Tarjeta inteligente

## Accidentabilidad
La confección de datos estadísticos relacionados con la manutención mecánica de materiales es de muy difícil valoración por encontrarse los accidentes clasificados por actividades y no desglosados por agentes materiales que causaban los accidentes. En las clasificaciones de agentes materiales que se realizan de accidentabilidad se reparten estos por accidentes leves, graves y mortales, estas estadísticas se recogen por el Instituto Nacional de Seguridad y Salud en el Trabajo en algunas provincias (Fernando, 1992, p. 326).

## Criterios legales
Existe una normativa que está representada por una serie de disposiciones legales y técnicas, cuyos apartados más importantes se reparten entre aspectos legales formados por ordenanzas y reglamentos, normas UNE de obligado cumplimiento y directivas CEE (Fernando, 1992, p. 328-329).

## Riesgos y prevención

### Carretillas
En la clasificación de riesgos de las carretillas automotoras se pueden destacar diversos factores de riesgos como los vuelcos de la carretilla tanto laterales como frontales, caída del conductor, caída de materiales transportados y almacenados, colisiones contra obstáculos y estructura, con vehículos o peatones, caída de persona elevada o transportada y otros riesgos como la conducción de la carretilla por personas no calificadas, lesiones lumbares, intoxicaciones y/o quemaduras, incendios y/o explosiones (Fernando, 1992, p. 336-342).
Los riesgos en la caída de materiales son debidos por el mal estribado de las cargas en la circulación, por golpes contra estanterías o materiales almacenados y/o rotura de estanterías y palés por exceso de carga. Se deben utilizar medios de protección para evitar estos riesgos, tales como disponer de tejadillo de protección del conductor, adaptar las cargas y evitar sacudidas, tener una buena iluminación de la zona de circulación y almacenamiento, proteger las estanterías y zonas de almacenamientos con defensas adecuadas, indicar la capacidad máxima de estanterías y revisar periódicamente el estado de los palés.

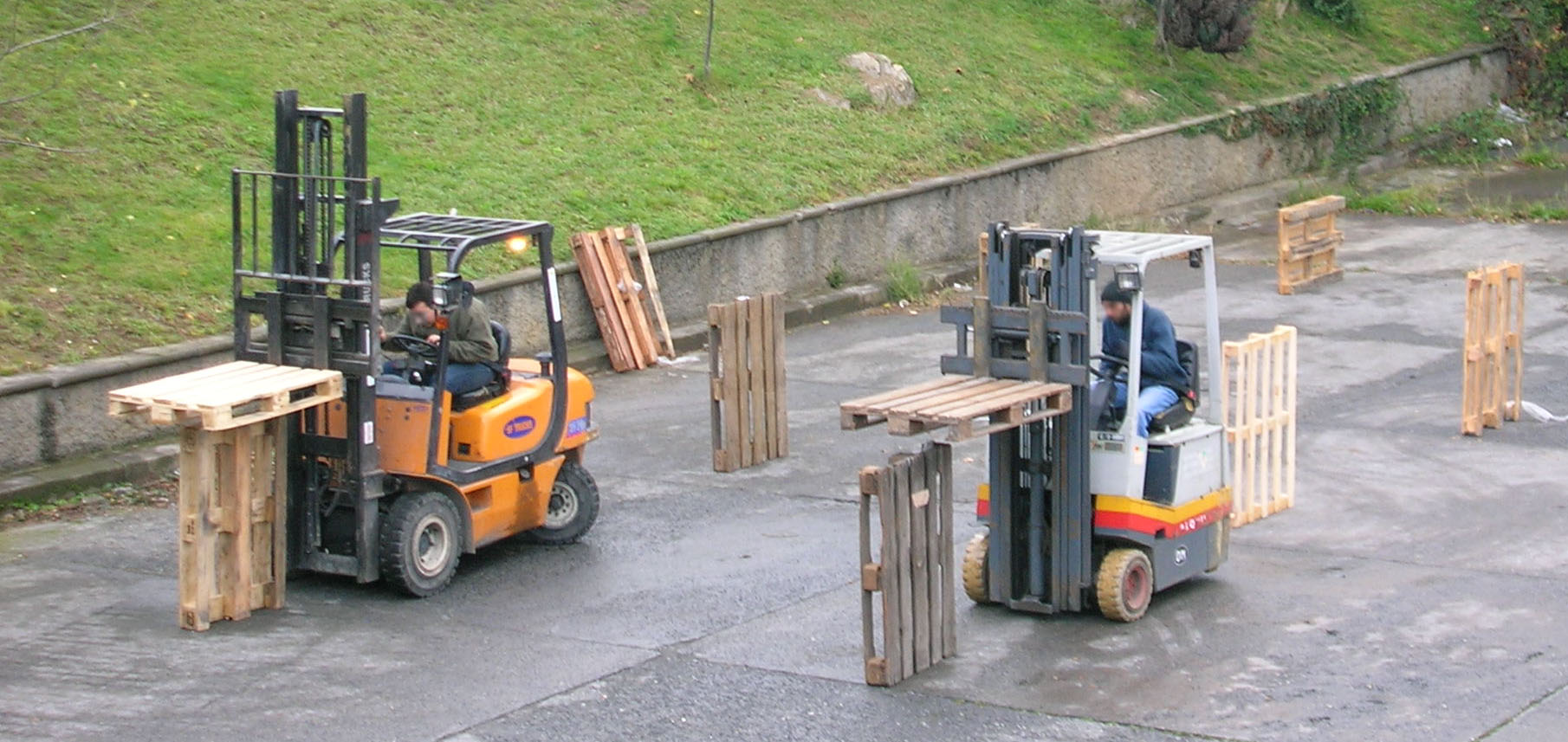
Figura 10 - Carretillas elevadoras.

Los riesgos de caída del conductor se producen en el acceso o abandono de la carretilla y en la inclinación del conductor cuando el vehículo está en marcha. Debido a estos riesgos se deben utilizar medios de protección tales como el estribo correcto, antiderrapante, evitar marchas forzadas y problemas de visibilidad que motiven inclinación excesiva del operario.
En el manejo de la carretilla se encuentran también con riesgos en el vuelco de la carretilla que pueden ser debidos por exceso de carga, velocidad inadecuada, por circulación en vías con pendiente y cerca de los desniveles. Los medios de protección para el vuelco de carretilla son: la utilización de carretillas adecuadas a la carga a levantar, evitar los cambios de dirección bruscos y los virajes en radios pequeños a velocidad excesiva, verificar la posición, la fijación y estado de los puentes de carga, no circular con carga elevada y asegurarse del buen estado de las pendientes y vías de circulación, verificar el bloqueo de los vehículos (camiones y/o vagones) antes de penetrar en los mismos.
En las colisiones y choques contra obstáculos y estructuras hay riesgos por el exceso de velocidad, la poca visibilidad de las vías de circulación, conducción con poca visibilidad debido a la carga y ausencia de señalización de obstáculos y vías de circulación, circulación con carga elevada, suelos resbaladizos, no limpios y con obstáculos. Los medios de protección utilizados para estos riesgos son los siguientes: limitar el exceso de velocidad de la carretilla cuando la misma constituye un grave riesgo (señalizar la velocidad máxima de circulación), fijar unos niveles de iluminación adecuados a las vías de circulación preferiblemente las áreas de giros y cambios de vía, circular en el sentido adecuado, cuando la carga no ofrezca condiciones de visibilidad segura, señalizar con líneas amarillas y negras alternas, o lámparas rojas por la noche, aquellos obstáculos u objetos situados en las vías de circulación, Circular con los brazos de horquilla a 0,15 m por encima del suelo, mantener las áreas de trabajo libres de obstáculos y los suelos limpios (sin aceite y/o grasas).
Se pueden sufrir riesgos en colisiones y choques contra otros vehículos debido a exceso de velocidad, vías de circulación inadecuadas y/o defectos en la señalización. Para estos riesgos se utilizarán medidas de protección para reducirlos, así pudiendo reducir las intersecciones, prever sentidos únicos y anchura suficiente de las vías de circulación, accionar la alarma sonora y reducir la velocidad en cruces peligrosos y limitar la velocidad a las condiciones del local.
En la conducción de las carretillas se tienen riesgos en colisiones y choques con peatones por atropellos a peatones por exceso de velocidad, falta de visibilidad y/o vías de circulación inadecuadas. Para reducir estos riesgos se necesita dotar a la carretilla de iluminación rotativa, evitar entrada de vehículos y peatones por la misma puerta de acceso a talleres y/o almacenes. Otros medios de los que se disponen son: abordar las puertas batientes con precauciones, no aparcar la carretilla en intersecciones o zonas de paso y estacionar la carretilla con los brazos de horquilla colocados de plano sobre el suelo.
Una persona tiene un riesgo elevado de sufrir una caída al ir elevada como es en la  elevación de personal en palé u horquilla de la carretilla para acceso a estanterías o trabajos de mantenimiento. Se reducirán estos riesgos al señalizar y prohibir la utilización de la carretilla para la elevación de personal y la utilización de jaula de seguridad para este tipo de trabajos.
En el transporte de personas también hay riesgos como en la caída de personas que sean transportadas por carretillas en cabina o en las horquillas pero para evitar esto se deben poner medios de protección como señalizar y prohibir la utilización de la carretilla como vehículo de transporte de personas.
La conducción por personas no cualificadas es un riesgo al que se está expuesto pero se deben de evitar señalizando y prohibiendo la utilización de la carretilla por personal no autorizado y la llave de contacto debe estar solo en posesión del carretillero autorizado que la retirará al abandonar la carretilla.
Las lesiones lumbares es un riesgo al que debe de poner medios para evitarlo utilizando neumáticos adecuados a las superficies de circulación, evitar las marchas forzadas con marcha atrás y en caso de continuidad excesiva en marcha forzada, estudiar la utilización de una carretilla con asiento adecuado a los trabajos a realizar.
Los medios de protección para las intoxicaciones y quemaduras son: utilizar carretilla adecuada (térmica o eléctrica), de acuerdo con las características del local de trabajo, efectuar el llenado de carburante en un local bien ventilado o al aire libre y pantallas anticalor o antirradiaciones de acuerdo con el producto transportado o en acceso de la carretilla a lugares peligrosos (fundiciones y/u hornos).
En los incendios y explosiones, equipar la carretilla con un extintor adecuado si el local de trabajo tiene un grave riesgo de incendio es un medio de protección, al igual que también poner la recarga de baterías eléctricas en un lugar adecuado, bien ventilado y prohibir fumar si existe riesgo de incendio y explosión en el local.

#### Normas de utilización para operadores
Para la recogida de una carga debe cerciorarse de si la carga no sobrepasa la capacidad nominal de la carretilla que viene indicada en las placas de capacidades de carga y que depende de la altura de elevación y de la distancia del centro de gravedad, aproximarse paulatinamente al puesto de apilado y colocar las horquillas a la misma altura del palé, comprobar si la distancia entre las horquillas corresponde a los orificios del palé (las horquillas son ajustables lateralmente y se tienen que sujetar siempre con los pasadores existentes), para la recogida del palé es necesario que el mástil esté en posición vertical, se debe avanzar lentamente hasta que el dorso de la horquilla tenga contacto con la carga o el palé, accionar el freno de estacionamiento, levantar un poco la carga e inclinar el mástil hacia atrás, al soltar el freno de estacionamiento cerciorarse de si está libre el paso hacia atrás, retroceder paulatinamente y bajar la carga. Para trabajar sin problemas con la carga a gran altura, es imprescindible que el piso tenga una característica perfecta. Además, se debe procurar que la presión de los neumáticos sea la correcta (Fernando, 1992, p. 342-344).
En la traslación con carga se debe de transportar la carga lo más baja posible teniendo en cuenta la distancia necesaria sobre el suelo, efectuar el transporte de carga siempre usando ambas horquillas. Para el transporte de cargas pesadas es muy importante que el peso se reparta homogéneamente en las dos horquillas, se debe de avanzar siempre con una velocidad regular. Únicamente en caso de peligro está permitido desconectar de forma brusca.
En la colocación de la carga hay que detenerse poco antes de llegar al punto de apilado y levantar la carga con un margen de seguridad por encima de la pila, avanzar la carga hasta colocarla directamente encima de la pila y accionar el freno de estacionamiento, hay que poner el mástil en posición vertical y bajar la carga hasta que las horquillas queden libres de peso y cerciorarse de si se puede retroceder sin peligro soltando el freno de mano, retroceder paulatinamente y bajar las horquillas.

### Puentes-grúa
Durante el accionamiento por botonera se pueden sufrir riesgos como el no identificar correctamente los mandos de la botonera o por golpes contra obstáculos durante el guiado de la carga, pero para prevenir estas situaciones se utilizarán botoneras con identificación clara de los movimientos y controles y mantener los pasillos de circulación libres de obstáculos y señalizados (Fernando, 1992, p. 355-367).
Los accidentes por accionamiento de radio suelen darse por personal no especializado y por la falta de control de la carga por tendencia del manipulador al quedarse parado, pero se podrán evitar al bloquear la radio con la llave de seguridad después de su utilización, o durante paradas importantes del puente-grúa y dando instrucciones al operador para el acompañamiento obligatorio de la carga durante la manipulación de la misma.

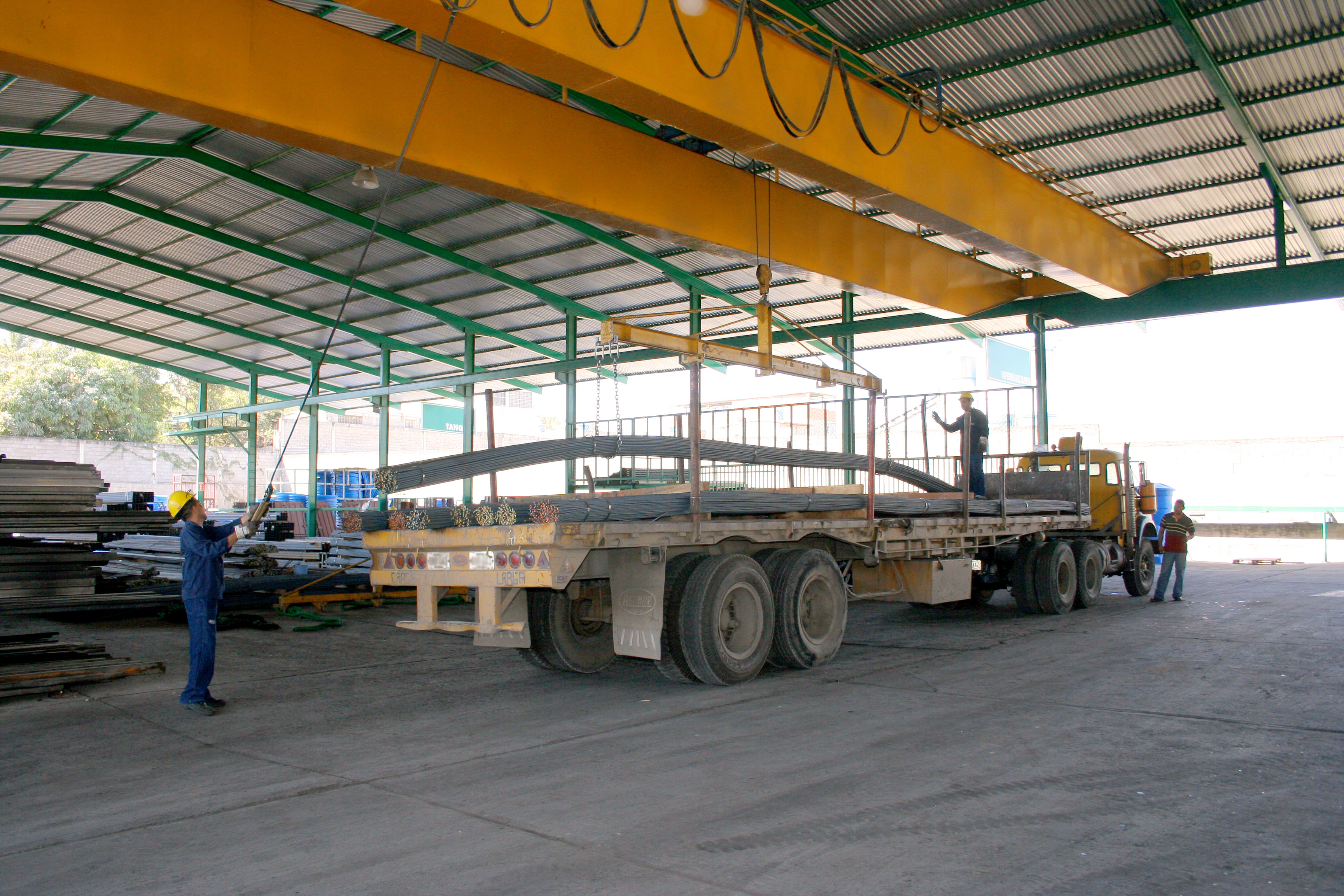
Figura 11 - Puente grúa descargando.

En el accionamiento por cabina el no reglaje de los combinadores a la posición de parada automáticamente conlleva al riesgo de accidente, del mismo modo los cristales no adecuados en las ventanas del puente-grúa frente a radiaciones y las lesiones en pies y espalda en el acceso al puente-grúa también conllevan riesgos. Para estos riesgos se utilizarán ciertas normas de seguridad tales como: los combinadores que llevarán un dispositivo de ‘hombre muerto’ de modo que vuelvan a la posición de parada cuando se suelten y utilizar en las cabinas cristales en vidrio de seguridad y adecuados contra las radiaciones en zonas peligrosas (fundiciones y/u hornos). Las ventanas de gran altura llevarán un asidero para evitar la caída involuntaria del conductor. Las cabinas deben disponerse de tal forma que el conductor pueda, desde su puesto de trabajo, ver todas las maniobras y que incluso, si se ve obligado a asomarse al exterior para dirigirlas, no esté expuesto a colocarse en una posición peligrosa. Ninguna cabina debe abrirse sobre el vacío. No pueden admitirse excepciones más que cuando sea imposible fijar plataformas o dispositivos equivalentes: por ejemplo, en los puentes-grúa de almacenado. En este caso, deben preverse dispositivos de seguridad y este peligro particular debe ser señalado al personal.
La ausencia de pasarelas y barandillas tiene ciertos riesgos: la caída de operarios durante las operaciones de mantenimiento y los atropellos de operarios en operaciones de mantenimiento por insuficiente anchura de las plataformas y distancias no reglamentarias con respecto a obstáculos fijos. Para prevenirlos se utilizarán unas normas de seguridad en pasarelas y plataformas, como son: la anchura de paso de las pasarelas no debe ser inferior a 0,5 m, la distancia vertical de una pasarela o una plataforma de acceso normal a la cabina y todo obstáculo situado por encima fijo o móvil con relación a la pasarela, no debe ser inferior a 1,8 m. Esta distancia puede reducirse a 1,4 m para un obstáculo fijo con relación a la pasarela de una longitud inferior a 1 m y a 1,3 m para las pasarelas y plataformas de entretenimiento. Las pasarelas y plataformas situadas a una altura sobre el suelo superior a 1 m deben estar provistas de barandillas sobre los lados que dan al vacío. Para las pasarelas y plataformas de entretenimiento solamente es necesario una barandilla; un pasamanos situado del lado opuesto al vacío y fijado a una pared llena puede hacer las veces de barandilla.
El fallo o ausencia de finales de carrera y dispositivos limitadores provoca: riesgo de golpes con la carga por oscilaciones originadas al chocar contra los topes; riesgo de rotura de sistema de elevación por sobrecarga y daños en la estructura del puente; riesgo de caída de la carga por ausencia de mantenimiento adecuado de los finales de carrera; choques entre puentes-grúa que circulan por el mismo camino de rodadura; y choque entre un puente-grúa contra otro que está parado por operaciones de mantenimiento. Las normas de seguridad para los puentes-grúa deben estar provistos de los siguientes dispositivos: final de carrera superior e inferior del movimiento de elevación, final de carrera máximo y mínimo de traslación del carro y final de carrera de traslación del puente. Estos finales de carrera serán complementarios a los de servicio del puente-grúa, y deben permitir el movimiento en sentido inverso después de ser desenclavados, no debiendo servir de parada en servicio normal. Los puentes-grúa deben llevar un limitador de sobrecarga y un limitador de par si la carga admisible varía con el alcance. Deberán funcionar entre el 10 y el 20 por 100 de sobrecarga. En caso de motores térmicos, los limitadores de sobrecarga pueden ser reemplazados por señales ópticas o acústicas funcionando en las mismas condiciones.
Por caída de la carga en el descenso se sufren posibles riesgos de caída por no disponer de dispositivos eficaces en caso de fallo de una fase del motor en el descenso de la carga y por el fallo de frenos en el descenso. Si se coloca un relé de asimetría a la salida del motor que detecte un posible fallo de una fase o de uno de los contactos del contactor (también la instalación de un magnetotérmico en paralelo, con los fusibles antes de los mismos, soluciona, en parte, un posible fallo) y realizando un reglaje periódico de los frenos, se reducirán así estos riesgos.
Hay una serie de riesgos por fallo de los accesorios de elevación (cables-ganchos) como en el desprendimiento de la carga del gancho de elevación y en la caída de la carga por rotura del cable o mala utilización de grapas o perrillos. Para que esto no suceda los ganchos deberán disponer de pestillos de seguridad, se debe efectuar comprobaciones periódicas de los ganchos, revisar periódicamente (cada tres meses) el estado de los cables (desgastes, rotura de alambres y/o cocas) y el número de grapas en los cables deberá ser el indicado.

### Eslingas
Las eslingas son accesorios de elevación. Están formadas por un cuerpo longitudinal, normalmente provistas en sus extremos de un ojal que se denomina gaza, protegida por guarda-cabos, para evitar el deterioro del cable. Pueden llevar en ambos extremos terminales tronco-cónicos denominándose eslingas de ramal sencillo (Fernando, 1992, p. 373-383).
Dependiendo del material que la componen, las eslingas pueden ser de cuerda normalmente sintéticas (fibras de nylon y/o poliéster), de cable de acero y de cadena.
Se deben tomar precauciones a la hora de utilizar eslingas de cable de acero como puede ser evitar dejarlas en el suelo porque la arena y la gravilla penetran en los cordones, evitar la formación de cocas que habitualmente se forman siempre al tirar en línea recta de un cable que forma una espira sin que el cable haya sido suficientemente liberado para compensar la deformación por una rotación alrededor de su eje. También debemos protegerlas en las aristas vivas utilizando cantoneras y el engrase se hará con grasa neutra.
En las eslingas de cadena se emplean cadenas no equilibradas, sin fin o provistas de anillas. Comparadas con los cables, son más sensibles a los choques, pero más resistentes al calor y a la diferencia de temperaturas. La carga de trabajo debe ser marcada mediante una placa o rótulo. Se deben realizar revisiones periódicas para evitar riesgos. Existen riesgos como son las combas y torceduras en las cadenas. Pasando uno a uno los eslabones apreciaremos la soltura de la cadena, si está retorcida deberá desecharse.

### Transportadores de cinta
En los transportadores de cinta (Figura 12) existe una serie de riesgos de carácter mecánico, eléctrico y derivados del trabajo (Fernando, 1992, p. 385-392).
En los riesgos mecánicos el atrapamiento en las partes móviles de las transmisiones, se presenta por el movimiento de elementos tales como correas, cadenas, engranajes, acoplamientos, fundamentalmente en las operaciones de mantenimiento de la cinta. Otro riesgo mecánico es el atrapamiento entre bandas y tambores o rodillos, al realizar operaciones de limpieza de las adherencias de materiales. La caída de materiales presenta un riesgo cuando las instalaciones discurren en altura por encima de lugares de tránsito. Asimismo, los vientos dominantes presentan fuerzas importantes que actúan sobre los transportadores que discurren al aire libre, pudiendo las bandas de cierta longitud ser desplazadas, dando lugar a su caída y la del material transportado. Cuando el sistema de tensión de la banda es por contrapeso, la necesidad de disponer de un espacio vertical para su desplazamiento hace necesario que este sistema se coloque en altura. Si ocasionalmente se produce la rotura de la banda, el contrapeso se desprenderá, pudiendo ser causa de graves accidentes si existe una zona de tránsito en su vertical.

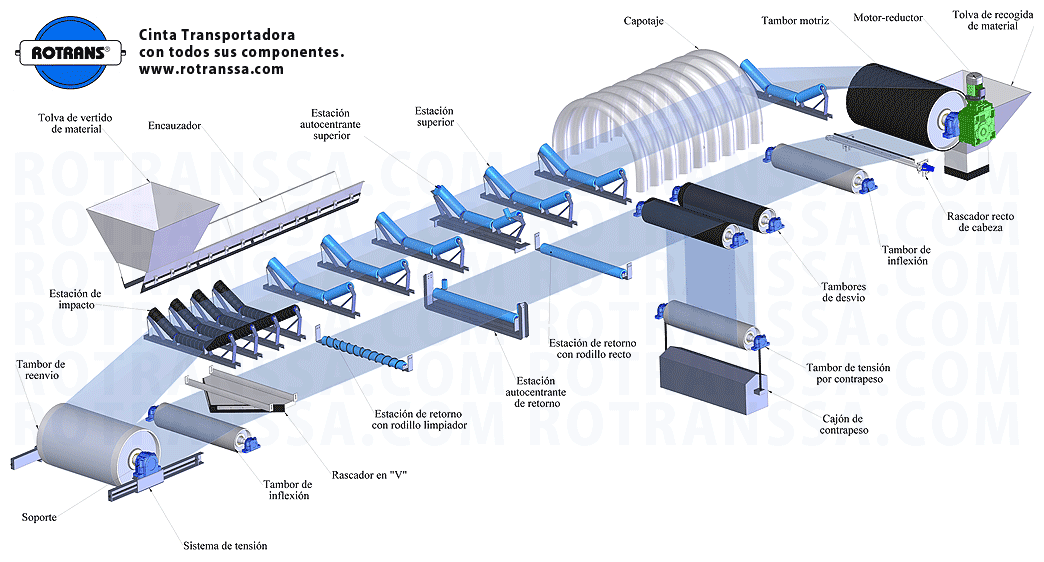
Figura 12 - Cinta transportadora con todos sus posibles elementos.

Contra estos riesgos mecánicos se utilizarán normas de seguridad como la protección de transmisiones y tambores de cola y cabeza a base de carenados o rejillas protectoras que permitan la visión de la cinta y un fácil desmontaje. Para evitar el acceso del operario al tambor y la realización de las operaciones de rascado del tambor, se debe instalar un mecanismo que permita esta operación sin necesidad de acceder a la zona peligrosa. Los sistema de bloqueo automático como los interruptores o parada de emergencia, serán de accionamiento manual por botoneras que sean fácilmente accesibles y enclavados con los elementos anterior o posterior de la cinta colocándolos cada 15m. Si se trata de cables de emergencia éstos serán de PVC y el rearme no será automático sino manual. Debido a los problemas de inercia de la cinta, en caso de actuación de la emergencia, es necesario, en cada caso, proceder a un estudio detallado de la instalación y normas de actuación en caso de emergencia
Contra la caída de materiales, se puede proteger carenando la cinta en todo su contorno o instalando debajo de la cinta paneles de protección para evitar la caída de materiales sobre personas que circulen por debajo de la misma. Contra la posible caída del contrapeso o sistema de tensión o bien, se protege la parte inferior con un resguardo para evitar la circulación de personal. Otro sistema consistente es colocar un dispositivo mecánico de seguridad que evite la caída libre del mismo.
Muchos de los riesgos eléctricos se producen en cintas instaladas hace años en centros de trabajo, y dichos riesgos se deben fundamentalmente al cuadro eléctrico sin grado IP adecuado de protección, a la falta de revisión de cables de alimentación de los motores y a la ausencia de protección contra sobrecargas y contactos eléctricos indirectos que en muchos casos la protección es solo a base de fusibles.
Frente a estos riesgos eléctricos se debe dotar el cuadro de la instalación, cuando se encuentre sometido a agentes atmosféricos, de un grado de protección IP 65; las cajas de conexión serán estancas; se revisarán trimestralmente los cables de alimentación para detectar posibles fallos de aislamiento; y se dotara la instalación de protección contra sobrecargas y contra contactos eléctricos indirectos.
Los riesgos derivados del trabajo pueden ser por la caída de altura de los trabajadores. Al discurrir las cintas por encima de las instalaciones, los trabajadores circulan habitualmente a lo largo de la cinta o se suben a la misma para operaciones de mantenimiento como los engrases, sustitución de piezas y/o rodillos. La caída de los trabajadores encima de las cintas, se produce como consecuencia de cruzar los operarios por encima de las cintas en movimiento, o cuando las mismas transcurren a nivel del suelo o a la salida de fosas.
Frente a estos riesgos derivados del trabajo se utilizarán normas de seguridad como son que las cintas que transcurran a alturas que ofrezcan peligro de caída superior a 2 m, deben disponer de plataformas o pasarelas con sus correspondientes barandillas. Dichas plataformas serán antideslizantes y ranuradas para permitir la eliminación de polvo, materiales y agua. El acceso se realizará por escalerilla, si no está a nivel del piso. Se dispondrán de pasos elevados o inferiores para permitir el paso del personal y si transcurren cerca de fosas, éstas deben estar protegidas con barandillas.
Existen otras normas de seguridad como son las de uso de material de protección personal. Se utilizará ropas ajustadas y zapatos de seguridad. Si las galerías por las que corre el transportador son polvorientas, se usarán gafas protectoras, y si fuera necesario, máscaras anti-polvo.